# Грейторекс, Кэтлин Онора
Кэтлин Онора Грейторекс (англ. Kathleen Honora Greatorex; 1851—1942) — американская художница.

## Биография
Родилась 10 сентября 1851 года в городе Хобокен, штат Нью-Джерси, в семье Генри и Элизы Грейторекс.

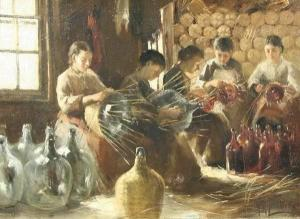
Одна из работ Кэтлин Грейторекс

На протяжении своей карьеры художницы она тесно сотрудничала с матерью и сестрой Элизабет. После того, как в Колорадо в 1881 году погиб её брат, сёстры с матерью уехали во Францию. Приобрели дом в городе Море-сюр-Луан. В последние годы своей жизни с Кэтлин поддерживал дружбу известный художник-импрессионист Альфред Сислей.
После смерти сестры Элизабет, Кэтлин продала часть своей собственности американскому арт-дилеру Саре Тайсон Хэллоуэлл, чья племянница Харриетт Хэллоуэлл была названа единственной наследницей Кэтлин, когда художница умерла в Море-сюр-Луане 6 мая 1942 года, где и была похоронена на семейном участке кладбища. По другим данным Кэтлин Грейторекс умерла в 1913 году.
О жизни и деятельности Кэтлин Оноры Грейторекс рассказывается в книге Кэтрин Манторн в книге «Restless Enterprise: The Art and Life of Eliza Pratt Greatorex», University of California Press, 2020.